# Moviment d'Esquerres
Moviment d'Esquerres (MES) és un partit polític socialista catalanista partidari del dret a decidir de Catalunya i a favor de la independència de Catalunya. El partit va ser presentat el 30 de novembre de 2014 per la fusió dels partits Nova Esquerra Catalana i Moviment Catalunya, ambdues escissions del Partit dels Socialistes de Catalunya.

## Història
El 16 de gener del 2014, tres diputats del PSC al Parlament de Catalunya, Marina Geli, Núria Ventura i Joan Ignasi Elena voten a favor de demanar al Congrés dels Diputats la potestat de fer una consulta sobre la possible independència de Catalunya. Així trenquen la disciplina de vot del seu grup parlamentari; on la resta dels seus companys de partit van votar no, excepte Àngel Ros, que renuncia al seu escó per evitar el conflicte amb la direcció del PSC. Poc després de la votació, el portaveu del PSC demana als tres diputats díscols que entreguin les actes de diputats, com havia fet Ros. En cas contrari, es reservava el dret d'expulsar-los de la formació. Inicialment, el PSC va apartar els tres diputats de tota activitat parlamentària. Al setembre de 2014, Joan Ignasi Elena abandonava el PSC i el mes següent renunciava al seu escó, passant a formar part d'Avancem. Marina Geli abandonà el PSC el 27 de novembre de 2014, però va mantenir el seu escó al Parlament de Catalunya com a diputada no adscrita i membre de Moviment Catalunya. Núria Ventura roman en el grup parlamentari del PSC, apartada de tota tasca parlamentària, sent també membre de Moviment Catalunya. Aquesta formació va sorgir al juliol de 2014 a partir del corrent intern del PSC favorable al dret d'autodeterminació. En la seva reunió fundacional van estar presents crítics del PSC com Antoni Castells, Montserrat Tura, Manel Nadal, Marina Geli, Àngel Ros, Núria Ventura, Pia Bosch, Jordi Martí o Pere Albó, entre d'altres.
En aquesta mateixa línia, el desembre de 2014 cinc dels sis regidors del PSC a l'ajuntament de Girona, liderats per Pia Bosch abandonaren el partit, tot i que van mantenir les seves actes com a diputats no adscrits juntament amb altres regidors arreu de Catalunya. Per a les eleccions municipals de 2015 va presentar 45 llistes conjuntes amb Esquerra Republicana de Catalunya, tres amb Iniciativa per Catalunya Verds i tres en solitari.
En les eleccions al Parlament de Catalunya de 2015, va integrar-se a la coalició independentista Junts pel Sí. De cara a les eleccions al Parlament de Catalunya de 2021 va assolir un acord amb Junts per Catalunya a través del qual alguns dels seus membres s'incorporaven a la llista de JxCAT. En el marc de la coalició amb Junts, Pere Albó aconseugir l'acta de diputat, uns mesos després de les eleccions al Parlament.

## Coordinadora Nacional[calcitació]
El 15 de febrer de 2020, l'assemblea general de Moviment d'Esquerres va aprovar la modificació de l'estructura organitzativa del partit, creant la Coordinadora Nacional, com a òrgan executiu, i la figura del Síndic.
1. Josep Serra i Marimon (coordinador general)
2. Teresa Garcia i Recasens (coordinadora general adjunta)
3. Joan Carles Robert (secretari)
4. Manel Sostres (tresorer)
5. Oriol Calvet (secretari d'organització)
6. Joan Gaya (coordinador d'acció política)
7. Meli Barbero (coordinadora territorial)
8. Pere Albó
9. Miquel Alonso
10. Santi Asensio
11. Josep D. Balagueró
12. Joan Baltà
13. Montserrat Benito
14. Anna Bigas
15. Pia Bosch
16. Carles Esteve
17. Jordi Fortuny
18. Pere Garcia
19. Iban Hortal
20. Joan Martorell
21. Neus Mayor
22. Jordi Miró
23. Alfons Palacios
24. Pep Ribes
25. Marta Serra
26. Rosaura Serra
27. Manel Vallès
28. Manel Vilajosana

## Síndic de Moviment d'Esquerres
- Dani Novo